# Наказной атаман
Наказной атаман, Нака́зный атаман — зауряд или правящий должность, должность (чин, звание) в казачьих войсках; предводитель казаков.
Наказной атаман мог быть хуторским, станичным, куренным, кошевым, походным, войсковым. Изначально атаман был выборным, но позже, с усилением царского режима Петра I стал назначаемым.

## История
Предводитель шайки, вольницы, а затем, выборный, старшина, голова казачьей общины — Атама́н м., в Малороссии — ота́ман и ге́тман, нем. Hauptmann, у англо-саксов и скандинавов — Hedman).
Наказный атаман у казаков, коему было поручено исправлять должность эту, зауряд-атаман, в отсутствии настоящего, впервые встречается у донских казаков, которые так именовали заместителя войскового атамана. В отсутствие последнего назначенный им с общего согласия всех старшин войска — наказной атаман — управлял делами войска казаков, советуясь с войсковой канцелярией.
Позже, после усмирения Булавинского бунта, войсковые круги казачьих войск были лишены права выбора войсковых атаманов (выборного войскового атамана), и главный начальник казачьего войска (войсковой начальник), стал назначаться царским и имперскими указами.

Вольный выбор войсковых атаманов был постепенно уничтожен; назначенный Петром атаман Ромазанов должен был оставаться в этой должности бессменно. По смерти его, в 1718 г., был назначен атаманом «по выбору войска до указу» Вас. Фролов.— «Энциклопедический словарь Брокгауза и Ефрона»
С 1827 года, когда почётным войсковым атаманом всех казачьих войск стал считаться наследник престола, казачьи войска Российской империи постоянно управлялись наказными атаманами.
В 1866 году войсковому атаману войска Донского было присвоено звание войскового наказного атамана, с предоставлением ему прав генерал-губернатора и командующего войсками военного округа.